# داء الشعرينات
داء الشعرينات أو داء التريخينا (بالإنجليزية: Trichinosis) أو التريكينوزيس هو داء طفيلي غير بكتيري تسببه يرقات شعرية ميكروسكوبية تسمى كراكينيلا سبيرالس ينتج عن تناول لحم طائر التدرج أو الخنزير النيئ والملوث بيرقات من نوع الشعرينة الحلزونية ويكون مسؤولا عن مرض
التريكينوزيس يشار إليها أحيانا باسم «دودة الخنزير»، نظرا لكونها وجدت انها عادة في منتجات لحوم الخنزير غير المطبوخ جيدا.
داء الشعرينات مرض طفيلي تسببه الديدان الأسطوانية من جنس الدودة الشعرية. في الطور الأول من العدوى ينتج عن غزو الطفيلي للأمعاء الإسهال والألم البطني والتقيؤ. يمكن أن تسبب هجرة اليرقات إلى العضلات، والتي تحدث بعد أسبوع تقريبًا من العدوى، انتفاخ الوجه والتهاب بياض العين والحمى والألم العضلي والاندفاع الجلدي. يمكن أن تكون العدوى بسيطة وبلا أعراض. تشمل المضاعفات المحتملة التهاب عضلة القلب وإصابة الجهاز العصبي المركزي والتهاب الرئتين.
تنتشر الشعرية بشكل أساسي من خلال تناول اللحم غير المطبوخ جيدًا. يكون هذا اللحم في أمريكا الشمالية عادة لحم دب، ولكن يمكن ان تحدث العدوى أيضًا عند تناول لحم الخنزير أو لحم الخنزير البري أو لحم الكلاب. يمكن أن تسبب عدة أنواع من الشعرية المرض، والنوع الأكثر انتشارًا الشعرية الحلزونية. بعد تناول الأكياس، تتحرر اليرقات في المعدة. ثم تغزو جدران المعي الدقيق، حيث تنمو لتصبح ديدانًا بالغة. وبعد أسبوع، تطرح الإناث يرقات جديدة تهاجر إلى العضلات الإرادية. يوضع التشخيص اعتمادًا على الأعراض ثم يؤكَد من خلال كشف مستضدات خاصة في الدم أو كشف اليرقات في خزعة نسيجية.
الطريقة الأمثل لمنع الإصابة بداء الشعرينات هي طهي اللحوم بالكامل. يمكن الاستعانة بميزان حرارة غذائي للتأكد من أن درجة حرارة اللحوم مرتفعة بما يكفي. يُعالج المرض باستخدام الأدوية المضادة للطفيليات مثل ألبيندازول وميبيندازول. تساعد المعالجة السريعة على قتل الديدان البالغة وبالتالي توقف تطور الأعراض. يعتبر الدواءان آمنين لكن استعمالهما يترافق ببعض التأثرات الجانبية مثل تثبيط نقي العظام. لم يُدرس استخدامهما خلال الحمل أو عند الأطفال دون الثانية من العمر بما يكفي، ولكن يبدو أنه آمن. المعالجة باستخدام الستيروئيدات لازمة في الحالات الشديدة. وتزول الاعراض خلال ثلاثة أشهر في حال عدم المعالجة.
تحدث نحو 10,000 حالة عدوى بهذه الديدان سنويًا. وثقت 55 دولة من بينها الولايات المتحدة والصين والأرجنتين وروسيا وجود حالات فيها. يحدث المرض أيضًا في المناطق الاستوائية لكنه أقل شيوعًا هناك. تناقص معدل حدوث داء الشعرينات في الولايات المتحدة من نحو 400 حالة في السنة في أربعينيات القرن العشرين إلى 20 حالة سنويًا أو أقل في السنوات العشر الأولى من القرن الحالي. خطر الموت بسبب العدوى منخفض.

## العلامات والأعراض
في معظم حالات العدوى تحدث أعراض طفيفة أو لا تظهر أية أعراض ولا تحدث أية مضاعفات. العدوى مؤلفة من طورين، طور معوي (يؤثر على الأمعاء) وطور خارج معوي. وتختلف الأعراض تبعًا للطور المرضي ونوع الديدان وعدد الأكياس المبتلعة والعمر والجنس والحالة المناعية للمضيف.

### الطور المعوي
يؤدي وجود عدد كبير من الديدان في الأمعاء إلى ظهور الأعراض مثل الغثيان والحرقة وعسر الهضم والإسهال لمدة يومين إلى سبعة أيام بعد الإصابة بالعدوى. فيما لا يسبب وجود عدد قليل من الديدان أية أعراض. تظهر كثرة الحَمِضات مبكرًا وتتفاقم بسرعة.

### الطور خارج المعوي
تعتمد شدة الأعراض الناتجة عن انتقال اليرقات من الأمعاء على عدد اليرقات. مع هجرة اليرقات عبر أنسجة الجسم وفي الأوعية، تؤدي استجابة الجسم الالتهابية إلى حدوث وذمة وألم عضلي وحمى وضعف. الوذمة حول الحجاج عرض كلاسيكي للإصابة بداء الشعرينات، ويمكن أن تكون ناتجة عن التهاب الأوعية. النزف الشظوي في الأظافر عرض شائع أيضًا.
يمكن أن يسبب المرض في حالات نادرة للغاية عجزًا عصبيًا خطيرًا (كالرنح أو الفشل التنفسي) ناتجًا عن دخول الديدان إلى الجهاز العصبي المركزي، إذ تكون هذه الديدان السبب في 10-24% من حالات خثار الجيب الوريدي المخي المسجلة، وهي حالة نادرة جدًا من السكتة الدماغية (معدل الحدوث السنوي 3-4 حالات في المليون عند البالغين). يمكن أن يكون داء الشعرينات قاتلًا وذلك تبعًا لشدة العدوى، وتحدث الوفاة نتيجة التهاب عضلة القلب أو التهاب الدماغ أو التهاب الرئتين.

## التاريخ
داء الشعرينات عرف منذ 1835انه بسبب طفيليات لكن الية العدوى لم تكن معروفة
في 1845 تمكن العالم الأمريكي جوزيف ليدي من التشكيك في اللحوم غير المطهية جيدا باعتبارها الناقل للطفيلي لكن المنتظم العلمي لم يقبل بهذه الفرضية الا بعد مرور عقدين من الزمن
في القرن التاسع عشر اكتشفت علاقة بين لحم الخنزير وداء الشعرينات الشى الذي دعم نظريات التحريم اكل لحم الخنزير في الإسلام واليهودية والتي تم الطعن فيها